# 福爾薩

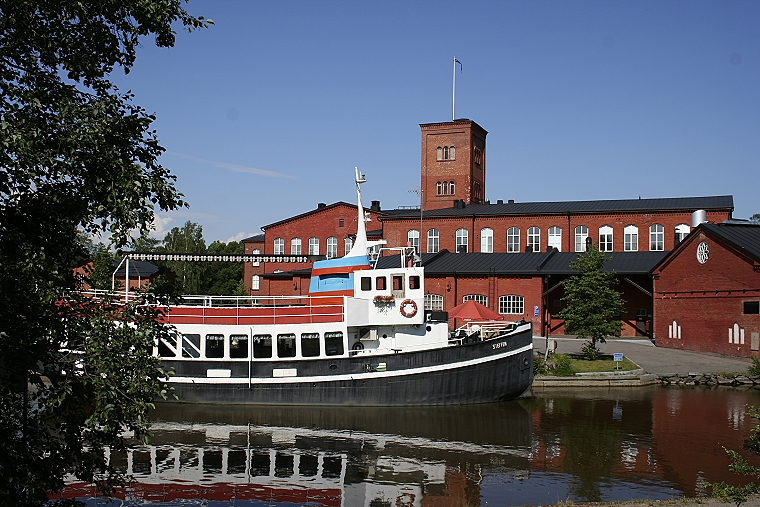
福尔萨河边风景

福爾薩（芬蘭語：Forssa）是芬蘭的市镇，位於該國南部，距離首都赫爾辛基約110公里，由坎塔海梅區負責管轄，面積253.39平方公里，2012年人口17,840，其中約97%居民的母語是芬蘭語。

## 外部連結
- Town of Forssa （页面存档备份，存于） – Official website